# 레가스피역
레가스피역(스페인어: Legazpi)은 마드리드 지하철의 환승역이다. 마드리드 지하철 3호선과 6호선이 지난다. 마드리드 아르간수엘라 구의 레가스피 광장 지하에 위치해 있다. 두 노선이 연결되는 환승역일 뿐만 아니라 지상에는 버스정류장이 밀집해 있어 마드리드 남부의 대표적인 교통 중심지로 꼽힌다. 요금구역 상으로는 A구역에 속한다.

## 역사
1951년 3월 1일 3호선 연장구간 개통과 함께 문을 열었다. 해외 수입자재 관련 문제로 인해 공사에 차질을 빚으면서 예상했던 개통시기보다 2년가량 늦어진 시점이었다. 1981년 5월 7일에는 5호선의 파시피코-오포르토 구간 개통과 함께 5호선 승강장이 문을 열었다.
2003년 여름에는 남쪽 연결통로의 방화시설 설치를 시작으로 역 일부를 재정비하는 공사에 들어가, 벽과 바닥 그리고 천장을 전면 교체하는 등의 작업이 이뤄졌다. 이때의 공사기간은 그리 길지 않았지만 이후 3호선의 다른 역들을 전면 재정비하는 공사가 진행되면서 레가스피 역도 전면 개조를 거치게 되었다. 레가스피 역은 약 2년 뒤인 2006년 9월 30일에 모든 공사를 마치고 다시 문을 열었다. 2007년 4월 21일에는 3호선의 모든 역 공사가 마무리되었다.
2009년 여름에는 6호선 일부 구간이 공사작업으로 운행을 중단하면서 레가스피 역이 6호선의 임시 시종착역이 되었다. 9월 7일 콘데 데 카살 역까지의 구간이 다시 문을 열고, 9월 14일에는 마지막 구간이던 콘데 데 카살 - 콰트로 카미노스 구간이 다시 운행을 재개하여 일반역으로 되돌아갔다.

## 환승 정보
역 주변에 시내버스 정류장이 세 곳 있다.
버스
- 시내버스
  - 6, 8, 18, 19, 22, 45, 47, 59, 62, 76, 78, 79, 85, 86, 123, 148, 156, 180, 247, T32번 노선 (주간)
  - N12, N13, N14 번 노선 (야간)
- 시외버스
  - 411, 421, 422, 423, 424, 426, 429, 447, 448번 노선

지하철
| 마드리드 지하철              | 마드리드 지하철       | 마드리드 지하철                  |
| ---------------------------- | --------------------- | -------------------------------- |
| 알멘드랄레스 비야베르데 알토 | 마드리드 지하철 3호선 | 델리시아스 몽클로아              |
| 우세라 순환선                | 마드리드 지하철 6호선 | 아르간수엘라-플라네타리오 순환선 |